# Anjnesneferibra
Hekatneferumut-meritmut Anjnesneferibra (... – 525 a. C.) fue una princesa y sacerdotisa del antiguo Egipto durante la dinastía XXVI de Egipto, hija del faraón Psamético II y de la reina Tajuit. 
Ocupó los cargos de Divina Adoratriz de Amón y más tarde el de Esposa del dios Amón entre 595 y 525 a. C., durante los reinados de Psamético II, Apries, Amosis II y Psamético III, hasta la conquista aqueménida de Egipto.

## Biografía
En 595 a. C., Anjnesneferibra fue enviada a Tebas para ser adoptada por la Esposa del dios Amón Nitocris I, según una estela de los registros de Karnak. Anjnesneferibra ocupó el cargo de Divina Adoratriz hasta la muerte de Nitocris en el año 4 del reinado del faraón Apries (586 a. C.), después de lo cual se convirtió en la nueva Esposa del dios.
Gobernó en Tebas durante varias décadas hasta el 525595 a. C., cuando el emperador persa Cambises II derrotó a Psamético III y conquistó Egipto, poniendo fin a la dinastía XXVI y a los cargos de Divina Adoratriz de Amón y Esposa del dios Amón. Después de esta fecha, Anjnesneferibra desapareció de la historia como última Esposa del dios, al igual que su probable sucesora, la Divina Adoratriz Nitocris II. Al igual que muchas de sus predecesoras, su capilla funeraria se encuentra dentro del templo de Medinet Habu.
Se conocen varias atestiguaciones de Anjnesneferibra, sobre todo por una estatua que la representa, ahora expuesta en el Museo de Nubia en Asuán (CG 42205), y por su sarcófago de basalto negro, que posteriormente fue reutilizado en Deir el-Medina durante el período ptolemaico por un hombre llamado Pymentu, y que hoy se encuentra en el Museo Británico.

## Véase también

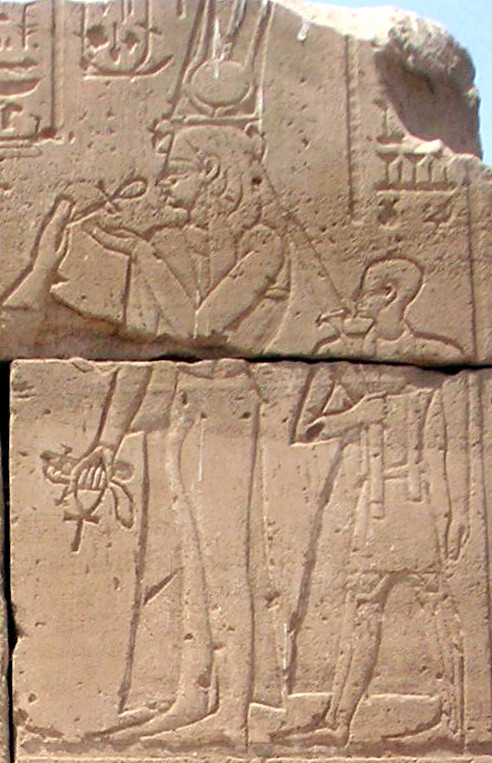
Detalle de un relieve que representa a Anjnesneferibra seguida por su chambelán Sheshonq. Capilla de Anjnesneferibra en Karnak.